# Ann Savoy

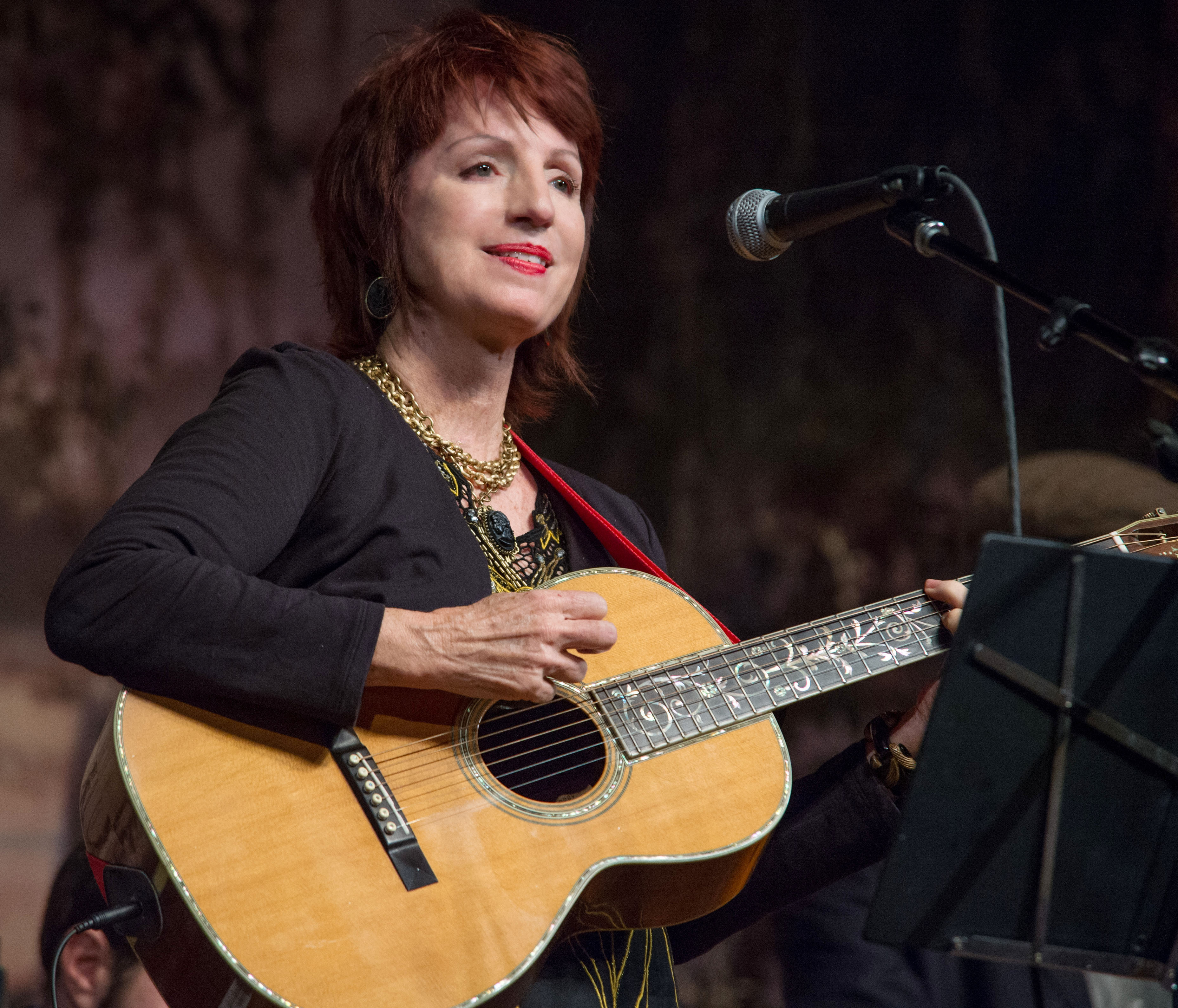
Ann Savoy im Liberty Theater in Eunice LA 2012

Ann (Allen) Savoy (geb. Ann Allen; * 20. Januar 1952 in St. Louis) ist eine US-amerikanische Cajun-Musikerin (Gesang und Gitarre).

## Herkunft und Leben
Ann Allan wuchs in Richmond/Virginia auf. Sie wurde als Kind mit verschiedenen Arten der Folkmusik bekannt und begann im Alter von zwölf Jahren Gitarre zu spielen. Beim National Folk Festival 1975 in New York lernte sie den Cajun-Musiker und Akkordeonbauer Marc Savoy kennen, den sie im Folgejahr heiratete. Mit ihrem Mann und Michael Doucet gründete sie im Folgejahr die Savoy-Doucet Cajun Band. Mit Tom Mitchell (Leadgitarre), Kevin Wimmer (Fiddle), Eric Frey (Kontrabass), Chas Justus (Rhythmusgitarre), Glenn Fields (Schlagzeug) und ihren Söhnen Wilson (Klavier) und Joel (Rhythmusgitarre, Oktavvioline) bildet sie die Jazz-Blues-Gruppe Ann Savoy & Her Sleepless Knights. Sie, ihre Söhne und ihr Mann treten auch als Savoy Famely Cajun Band auf. Mit der Fiddlespielerin Jane Vidrine gründete sie 1995 die Magnolia Sisters (mit Anya Burgess, Christine Balfa, Jane Vidrine, Lisa Trahan, Tina Pilione). 2006 erschien das Album Adieu False Heart mit Linda Ronstadt. Ihr Buch Cajun Music: A Reflection of a People enthält neben Texten und Musik traditioneller Songs der Cajun- und kreolischen Musik Interviews mit zahlreichen Musikern, historische Fotografien sowie Artikel und Übersichten zu Musikinstrumenten und -stilen.

## Diskographie
- Ann Savoy & Her Sleepless Knights
  - If Dreams Come True (2007)
  - Black Coffee (2009)
- Savoy Doucet Cajun Band
  - Home Music with Spirits (1981)
  - Savoy-Doucet Cajun Band (1984)
  - With Spirits (1987)
  - J'ai Ete au Bal: I Went to the Dance (1989)
  - Two Step D'Amadé (1993)
  - Les Harias: Home Music (1993)
  - Live! (1994)
  - Cajun Country, Video, (1995)
  - Aly Meets The Cajuns (mit Aly Bain), Video (1998)
  - Sam's Big Rooster (2000)
  - Best of the Savoy Doucet Cajun Band (2002)
- Magnolia Sisters
  - Prends Courage (1995)
  - Chers Amis (2000)
  - Après Faire Le Boogie Woogie (2004)
  - Stripped Down (2009)
- Savoy Family Band
  - Savoy Family Album (2003)
  - Turn Loose But Don't Let Go (2008)
  - Live at the 2013 New Orleans Jazz & Heritage Festival (2013)